# I. hrvatska raffa liga
Prvenstva Hrvatske u raffa boćanju organiziraju se od sezone 2019. Odluka o osnivanju lige donesena je u svibnju 2019.
Prvu utakmicu su odigrali BK “Sv. Ante Turjaci” kao domaćin i BK “Švabo Otok” kao gost u Turjacima 26. lipnja 2019.

## Formati natjecanja
- 2019.

Osnovni dio igrao se jednokružno. U doigravanje su ušle 4 najbolje ekipe i u polufinalu je igrala prvoplasirana ekipa protiv četvrtoplasirane te drugoplasirana protiv trećeplasirane.
U slučaju nerješenog ishoda u playoffu, prolaz osigurava bolje plasirana ekipa iz osnovnog dijela prvenstva.
- 2020. – danas

Osnovni dio igra se dvokružno. U doigravanje ulaze 4 najbolje ekipe i u polufinalu igra prvoplasirani protiv četvrtoplasiranog te drugoplasirani protiv trećeplasiranog. U slučaju nerješenog ishoda u playoffu, prolaz osigurava bolje plasirana ekipa iz osnovnog dijela prvenstva.
Bodovanje
- 2019. – danas

3 boda za pobjedu, 1 za nerješeno, 0 za poraz

## Popis klubova koji su sudjelovali (2019. – 2024.)
U zagradi je godina prvog sudjelovanja.
Poredani abecedno prvo po sjedištu kluba pa zatim po nazivu, preskačući kraticu/oznaku vrste kluba.
ugašeni klubovi
| - BK Otočki vitezovi, ?? (2019.) - BK Naklice-raffa, Naklice (2019.) - BK Gorčina-raffa, Omiš (2019.) - BRK Solin, Solin (2019.) - BK BOP Brda, Split (2019.) - SBKGO Marjan, Split (2019.) / BKGO Marjan, RK Marjan, BRK Marjan - RE Sveti Jure, Tugare (2023.) - BRK Tugare, Tugare (2020.) - BK Pržina-raffa, Turjaci (2019.) - BK Sv. Ante Turjaci, Turjaci (2019.) - BK Švabo, Turjaci (2019.) / Švabo Otok - BK Brodarica-raffa, Zadar (2020.) - BRK Vilar, Žrnovnica (2019.) _______________ - BK Brnaze odustale od natjecanja 2019. u odnosu na početnu prijavu. |

## Izdanja
Kazalo
* U zagradi je broj klubova koji je inicijalno trebao sudjelovati u Prvenstvu; izbačeni ili odustali.
| Godina | Broj klubova | Broj klubova | Prvaci      | Prvaci           | #2      | #2     | #3            | #4            | #1 nakon osnovnog dijela | #1 nakon osnovnog dijela |
| ------ | ------------ | ------------ | ----------- | ---------------- | ------- | ------ | ------------- | ------------- | ------------------------ | ------------------------ |
| Godina | liga *       | doigr.       | Klub        | Bodovi/ Rezultat | Klub    | Bodovi | polufinalisti | polufinalisti | Klub                     | Bod (BP)                 |
| 2019.  | 10           | 4            | Naklice     | 4:4              | Gorčina | –      | Marjan        | Vilar         | Vilar ?                  | (+)                      |
| 2020.  | 8            | 4            | Gorčina     | 10:0             | Pržina  | –      | Naklice       | Solin         | Pržina                   | 36 (+5)                  |
| 2021.  | 8            | 4            | Gorčina (2) | 7:3              | Naklice | –      | Pržina        | Solin         | Gorčina                  | 37 (+6)                  |
| 2022.  | 6            |              | Gorčina (3) | 8:2              | Pržina  | –      | Naklice       | Tugare        | Gorčina                  | 30 (+8)                  |
| 2023.  | 7            | 4            | Gorčina (4) | 8:2              | Pržina  | –      | Tugare        | Naklice       | Tugare                   | 30 (+2)                  |
| 2024.  | 7            | 4            | Gorčina (5) | 6:0              | Tugare  | –      | Sveti Jure    | Naklice       | Gorčina                  | 33 (+6)                  |

### Vječna ljestvica
zaključno sa sezonom 2024. 
| Klub       | Sjedište       | Prvak | Drugi | TOP4 | Ostali nazivi; Napomene |
| ---------- | -------------- | ----- | ----- | ---- | ----------------------- |
| Gorčina    | Omiš           | 5     | 1     | 6    |                         |
| Naklice    | Naklice (Omiš) | 1     | 1     | 6    |                         |
| Pržina     | Turjaci        | 0     | 3     | 4    |                         |
| BRK Tugare | Tugare         | 0     | 1     | 3    |                         |

## Vanjske poveznice
- službene stranice Hrvatskog boćarskog saveza